# صبري الحيقي
صبري الحيقي (25 ديسمبر 1961 -)؛ فنان تشكيلي، شاعر، ناقد وباحث يمني.

## عنه
بدأ الكتابة في 1978 في صحيفة الجمهورية الرسمية وكان له عمود في الصفحة الأخيرة بأسم (هواجس) وقد رسم أكثر من مرة كاريكاتير الصفحة الأخيرة في نفس الصحيفة، واستمر في الكتابات النقدية والشعرية اثناء دراسته في تعز حيث اكمل دراسته إلى ثاني ثانوي، وبعد ذلك حصل على وظيفة في وزارة الثقافة وانتقل إلى صنعاء 1980 وهناك اكمل دراسة الثانوية العامة في صنعاء موظفا في الصباح دارسا في الفترة المسائية، محررا فنيا في صحيفة الثورة الرسمية. وكانت دولة الكويت تقدم منحا دراسية في مجال التمثيل والإخراج والنقد الدرامي، في تلك الفترة، فحصل على منحة في مجال النقد الدرامي بعد حصوله على الثانوية العامة 1981 حيث سافر إلى الكويت واستمر أثناء دراسته في ممارسة الرسم والكتابة في مجلة النهضة الكويتية، وقبل عودته إلى اليمن بعد حصوله على درجة البكالوريوس في نقد الدراما أصدر ديوانه الأول أشعار في زمن الفوضى سنة 1985. وبعد عودته إلى اليمن عمل في وزارة الثقافة مسؤولا عن تحرير مجلة اليمن الجديد الأدبية، والتي تحولت بعد الوحدة اليمنية إلى اسم مجلة الثقافة، واستمر في نشر كتابته الشعرية والنقدية في نفس المجلة وفي صحيفة الثورة الرسمية، وفي عام 1990 أصدر ديوانه الشعري الثاني فيض وفي 1992 صدرت مسرحته العراف التي نشرت في مجلة اليمن الجديد 1988 وأخرجت عدة مرات وحصلت على جائزة في مهرجان المسرح اليمني 2010 تقريبا، وقدمت كمشروع تخرج لطلبة معهد الفنون الجميلة في عدن سنة 1989 تقريبا. في عام 1991 عين نائبا لمدير تحرير مجلة الفنون إضافة إلى عمله كمسؤول تحرير في مجلة اليمن الجديد .
وبعد إنشاء المؤسسة العامة للمسرح والسينما عين مديرا مؤسسا للنشاط المسرحي في المؤسسة، ثم مديرا للإنتاج السينمائي. لكنه تركها متفرغا للفنون التشكيلية فأقام معرضه الأول سنة 1993وفي سنة 1995 التحق بالمعهد الوطني للعلوم الإدارية لدراسة الإدارة العامة، وفي 1997 حصل على دبلوم عالى في الإدارة العامة. في 1998 أنشئت محافظة جديدة هي محافظة الظالع فعين فيها مديرا عاما مؤسسا للثقافة لكنه لم يستمر أكثر من عام، فقد غلبه طموح الدرسات العليا فسافر إلى القاهرة سنة 2001 لدرسة الماجستير في أكاديمية الفنون، وهناك حصل على دبلوم عالي دراما ونقد 2003، ثم قدم مشروع رسالته في تقنيات التأليف الدرامي، وحصل بها في 2006 على الماجستير في الفنون الدرامية. اثناء دراسته في القاهرة عين رئيسا لتحرير مجلة الثقافة، لكن نتيجة لانشغاله بالدرسة فقد اختار أن يبقى اسمه نائبا لرئيس التحرير، مكتفيا بإرسال مواد للنشر حتى استكمل دراسته في 2006.
أما في مجال الفنون التشكيلية التي كان يمارسها منذ أن كان في الابتدائية واستمرت بشكل متقطع إلى أن تفرغ لها نسبيا بعد تركه العمل في المؤسسة العامة للمسرح والسينما، فقد أقام ثلاثة معارض شخصية في الفترة مابين 1994و1997 وشارك في المعارض المحلية والخارجية. حقق في الفن التشكيلي نجاحا ملفتا باسلوبه المختلف والمبتكر والذي بموجبه حصل على شهادة الأعمال المتميزة سنة 1996، في الملتقى الأول للفنون التشكيلية الذي أقامته وزارة الثقافة وكان من أعضاء لجنة التحكيم الفنان المصري «محمدعبله».
بعد عودته من القاهرة صدر له عن دار عبادي للنشر كتاب الدال والاستبدال في مصادر النص سنة 2008، وفي نفس السنة نشرت له دارسة عن المفارقة في فن الكاريكاتير بالتطبيق على بعض أعمال «ناجي العلي» في كتاب ناجي العلي، مع مجموعة باحثين، الذي أصدره مركز الدراسات والبحوث اليمني، وفي نفس السنة أيضا شارك مع مجموعة باحثين في كتاب النقاد يصنعون موجة للبحر الذي صدر عن اتحاد الأدباء والكتاب اليمنين، بدراسة عن المفارقة في الرواية اليمنية الحديثة.

### مؤهلاته العلمية
- 1985: بكالوريوس نقد وأدب مسرحي، الكويت.
- 1995: دبلوم عالي إدارة عامة، المعهد الوطني للعلوم الإدارية، صنعاء.
- 2001-2003: دبلوم عالي، دراما ونقد، أكاديمية الفنون، القاهرة.
- 2003-2006: ماجستير فنون درامية، أكاديمية الفنون، القاهرة.

## أعماله

### المؤلفات المنشورة

#### دراسات
المفارقة في النص. (2023). حوليات الآداب والعلوم الاجتماعية. المجلد 44. الرسالة 636. جامعة الكويت.
```
[
7
]
```

- الدال والاستبدال في مصادر النص، صنعاء، مركز عبادي للدراسات والنشر، 2008.
- المفارقة في النص الروائي اليمني، النقاد يصنعون موجة للبحر، (بالاشتراك مع مجموعة باحثين)، صنعاء، اتحاد الأدباء والكتاب اليمنيين، 2008.
- المفارقة في فن الكاريكاتير ناجي العلي، (بالاشتراك مع مجموعة باحثين)، صنعاء، مركز الدراسات والبحوث اليمني، 2008.

#### نصوص
- زيد الموشكي، (قصة تاريخية للفتيان)، عن سلسلة كتاب الطفل، وزارة الإعلام والثقافة، صنعاء، 1983.
- أشعار في زمن الفوضى، 1985، مطبعة تجارية، الكويت. شعر
- فيض 1990، مطبعة عكرمة، سوريا. شعر
- العرّاف 1992 مسرحية
- المشاركة مع مجموعة شعراء عرب وفرنسيين في كتاب (بالفرنسية: L'ivre Caravane, Paris, Sous le patronage de I'Unesco)‏ الصادر في العام 1993.
- 2000: مختارات شعرية، باللغة الفرنسية، مع بعض أعمال المصورة البلكيجية «إزابيل وتس»: (بالفرنسية: Yémen. Peuple des sables (Coll. L'Esprit des lieux))‏
- المشاركة في معجم البابطين للشعراء العرب المعاصرين.
- المشاركة في معجم الشعراء ومعجم الأدباء من العصر الجاهلي إلى سنة 2000.
- دُرِسَتْ بعض أعماله الشعرية، في بعض الرسائل العلمية والأبحاث، مثل رسالة دكتوراه، في (الأسلوبية في الشعر اليمني الحديث) جامعة عين شمس – القاهرة. للدكتور «أحمد قاسم الزمر».

### المعارض التشكيلية الفردية والجماعية
- يناير1994م، المعرض الشخصي الأول (صالة دمون) برعاية وزارة الثقافة، صنعاء.
- مارس 1996م المعرض الشخصي الثاني، جامعة صنعاء.
- أكتوبر1997م المعرض الشخصي الثالث، المركز الثقافي (وزارة الثقافة) صنعاء.
- المعرض الرابع يونيو 2023.
- شارك في العديد من المعارض الجماعية المحلية والأجنبية.
- حصل على شهادة الأعمال المتميزة في الملتقى الأول للفنون التشكيلية، صنعاء، في مايو 1996م.
- أكثر من مائة لوحة من أعماله، مقتنيات شخصية ورسمية. خاصة في بلدان أوروبا.

### الرسائل العلمية والأبحاث
- مشكلة التوافق في شخصية البطل الدرامي 1985م الكويت، المعهد العالي للفنون المسرحية. (رسالة البكالوريوس من قسم النقد والأدب)، نشرت في مجلة اليمن الجديد في مارس 1998م.
- التأسيس الإداري في اليمن بالتطبيق على المؤسسة العامة للمسرح والسينما1995م المعهد الوطني للعلوم الإدارية صنعاء.
- تقنيات التأليف الدرامي في اليمن، أكاديمية الفنون القاهرة 2006.
- إضافة إلى عدد كبير من الدراسات المنشورة في الصحف والمجلات والمواقع الثقافية.

### الوظائف التي شغلها
- 1980: قائم بأعمال إدارة المسرح. وزارة الإعلام والثقافة صنعاء.
- 87-1989: سكرتير تحرير مجلة اليمن الجديد، وزارة الإعلام والثقافة صنعاء.
- 1991: نائب مدير تحرير مجلة الفنون.
- 1991: نائب مدير تحرير مجلة اليمن الجديد.
- 1992: مدير (مؤسس) للنشاط المسرحي في المؤسسة العامة للمسرح والسينما.
- 1993: مدير (مؤسس) لإدارة الإنتاج السينمائي، في المؤسسة العامة للمسرح والسينما.
- 1996: عضو الهيئة الاستشارية لمجلة الثقافة، بوزارة الثقافة.
- 1998: مدير عام (مؤسس) لمكتب الثقافة محافظة الظالع.
- 2001: نائب رئيس تحرير مجلة الثقافة، وزارة الثقافة.

## قالوا عنه
وصف الدكتور عبدالعزيز المقالح كتاب الدال والاستبدال في مصادر النص قائلًا: «يؤكد المبدع الفنان صبري الحيقي منذ بدأ الدخول إلى عالم الكتابة أنه فنان أصيل وباحث جاد يتطلع إلى الإبداع الأصعب وإلى الدراسات العلمية الأصعب. وعنوان كتابه الجديد "الدال والاستبدال في مصادر النص" دليل على ذلك. والكتاب دراسة نقدية معمقة لمجموعة من النصوص الدرامية اليمنية يتقدمها تمهيد منهجي ناقش فيه صبري قواعد البناء الدرامي وفوضى المصطلحات في محاولة رائدة لتجديد النظر في المنهج النقدي الخاص بتناول الفن المسرحي العربي بعامة واليمني بخاصة.»